# Linkin Park
Linkin Park (Poznana tudi kot LIИKIИ PARK ) je nu-metal in rock skupina iz Agoura Hills, Kalifornija, ki je nastala leta 1996 in je od nastanka prodala več kot 70 milijonov izvodov albumov in osvojila dva grammy-ja. Večkrat jih opredeljujemo kot najbolj znane in poslovno uspešne predstavnike Nu Metal žanra zaradi njihovega prvega albuma Hybrid Theory (2000), ki je bil prodan v več kot 30 milijonih izvodov po vsem svetu. Linkin Park trenutno delujejo pri založbi Warner Brothers Records.

## Začetki skupine
Vse se je začelo, ko sta takratna 14-letna prijatelja Mike Shinoda in Brad Delson obiskala koncert dveh trash-metal skupin Anthrax in Public Enemy. Takrat sta se tudi onadva odločila, da ustanovita skupino s podobno zvrstjo glasbe in začela sta se učiti igrati kitaro. Trajalo je kar nekaj let, da sta svoje želje tudi izpolnila. Na začetku sta se redno dobivala in igrala z bobnarjem Robom Bourdonom. Bradov cimer David » Phoenix« Farrell se je pridružil z bas kitaro. Po koncu srednje šole se je Mike vpisal na študij umetnosti in tam spoznal Josepha Hahna. Mike ga je povabil, naj se udeleži njihovih vaj. Joe je bil navdušen nad njihovo glasbo in se jim je pridružil kot DJ. Bend je dokončno nastal, ko se jim je pridružil še Mark Wakefield. Fantje so se poimenovali Xero. Po prvem demo posnetku pa je Mark skupino zapustil, kar je povzročilo resne težave in pod vprašaj privedlo obstanek benda. Kar nekaj let je skupina iskala pravega pevca. Leta 1999 pa je bilo iskanja konec- prek Bradovega prijatelja so spoznali pevca Chesterja Benningtona. Bili so osupli nad njegovimi vokalnimi sposobnostmi, Chesterju pa je bil osupljiv njihov nenavaden zvok. Takoj so se združili in si nadeli novo ime- Hybrid Theory. Kmalu so ugotovili, da to ni ravno najboljše ime, saj je že obstajala skupina s takim imenom in so se zato preimenovali v Linkin Park. 
Ustanovili so svojo spletno stran in mnoge založniške hiše so tako izvedele za novo skupino s popolnoma novo zvrstjo imenovano Nu metal. 
Leta 2000 je končno sledil preboj in skupina je podpisala pogodbo za snemanje plošče. Njihov prvi album Hybrid Theory se je v Ameriki na prodajnih policah pojavil 24. oktobra 2000. Tri tedne kasneje je dosegel zlato izdajo. Nastopili so kot predskupina Deftonesom. Fantje so prvič nastopili pred 10.000 gledalci. Oboževalci so bili navdušeni. Že leta 2001 so bend vabili na vse večje festivale v Ameriki in Evropi, kjer se jim je več sto oboževalcev  dobesedno metalo pod noge . 
Do zdaj je Hybrid Theory kupilo že več kot 30 milijonov oboževalcev.
Pevec skupine Linkin Park, Chester Bennington je 20. julija 2017 umrl. Vzrok smrti je bil samomor z obešenjem.

## Diskografija
- Hybrid Theory (2000)
- Meteora (2003)
- Minutes To Midnight (2007)
- A Thousand Suns (2010)
- Living Things (2012)
- The Hunting Party (2014)
- One More Light (2017)
- From Zero (2024)